# Alternativ och kompletterande kommunikation
Alternativ och kompletterande kommunikation (AKK) är ett forskningsfält i vilket kommunikationsförmåga undersöks och, om nödvändigt, kompenseras för personer med temporära eller permanenta kommunikationsproblem. Åtgärder innefattar ofta habilitering/rehabilitering och/eller användande av kommunikationshjälpmedel. I Sverige är det Hjälpmedelsinstitutet (HI) som gör en bedömning av individen, ibland i samarbete med logopeder eller specialpedagoger och eventuellt återförsäljare av kommunikationshjälpmedel.

## Personer med behov av AKK
Uppskattningsvis 1,3 % av världens befolkning har så allvarliga kommunikationsproblem att de inte kan förlita sig på sitt naturliga tal för att tillgodose sitt kommunikationsbehov. Det finns två huvudgrupper av användare. 
Personer med medfödda funktionsnedsättning som exempelvis:
- Cerebral Pares
- Autism
- Retts syndrom
- Intellektuell funktionsnedsättning

Personer med förvärvade funktionsnedsättningar såsom:
- Amyotrofisk lateralskleros (ALS)
- Stroke

Dessa två målgrupper har generellt helt olika livserfarenheter och kognitiva förmågor. Stephen Hawking hade ALS och var beroende av kommunikationshjälpmedel. Han var också en av världens mest intelligenta människor. Detta kan jämföras med personer som föds med grava CP-skador, som kan ha svårt att lära sig alfabetet och dessutom har svåra problem med enkel aritmetik .

## Modeller
Det finns olika modeller för att undersöka kommunikationssituationen för en individ:

### BRO-modellen
BRO-modellen  som beskriven av Heister Trygg, tar hänsyn till
- Brukaren, det vill säga personen som är i behöv av kommunikationshjälpmedlet
- Omgivning, den miljö och de människor som brukaren omger sig med
- Redskap, tillgängliga redskap som kan underlätta kommunikationen för brukaren

### Symbol-Hjälpmedel-Teknik-Strategi-modellen
Symbol-Hjälpmedel-Teknik-Strategi-modellen som beskrivet av Beukelman, utgår istället från brukaren och undersöker
- Vilka symboler som finns tillgängliga. Symbol i det här fallet är en informationsbärande representation som exempelvis vårt alfabet, men även ett trafikljus som lyser rött (symbolen för att stanna)
- Hjälpmedel, som i likhet med BRO-modellen beskriver floran av kommunikationsredskap
- Teknik, vilket är sättet med vilket en symbol blir vald ifrån kommunikationshjälpmedlet. Det kan exempelvis vara röststyrda val, knapptryckning på brytare eller ögonstyrning.
- Strategi, vilket är den sammanlagda förmågan att utföra effektiv kommunikation. Om en brukare både kan bokstavera ord och välja hela ord, så är det sistnämnda mer effektivt vid interaktion

## Kommunikationshjälpmedel
Kommunikationshjälpmedel grupperas in i två olika grupper; low-tech och high-tech. Low-tech syftar på teknik som inte kräver batterier eller andra förbrukningsprodukter för att fungera. Notera att ett low-tech hjälpmedel kan vara väldigt sofistikerat. High-tech refererar till mer avancerade lösningar. Brukare använder ofta både low-tech och high-tech för att försäkra sig om att inte bli kommunikationslös i de fall high-tech utrustningen fallerar.

### Icke-tekniska kommunikationshjälpmedel
Bliss är ett av de mest spridda symbolspråken för personer med kommunikationssvårigheter. Utifrån standardsymbolerna går det att bygga ut vokabulären på ett dynamiskt sätt. Vidare går det att kombineras med andra symboluppsättningar, så som skriftspråk.
ETRAN är en  transparent blicktavla (eng. gaze board) som kommunikationspartnern håller upp framför brukaren. Kommunikationspartnern följer sedan brukaren blick när den tittar på olika uppsättningar tecken placerade i de kardinala blickvinklarna på blicktavlan. En symbol väljs ofta i två steg; först genom att indikera en färg och sedan genom att titta mot ett kluster av tecken. Dessa tecken är unikt färgkodade för varje kluster, vilket gör det möjligt att avläsa vilken symbol som brukaren menar.

### High-tech kommunikationshjälpmedel
Ögonstyrning, eller eye tracking är ett hjälpmedel som lämpar sig för personer som inte har tillräckligt stor kontroll över sina lemmar för att använda händer eller fötter för kommunikation. 